# 刘艺良
刘艺良（葡萄牙語：Lao Ngai Leong，1957年8月17日—），男，汉族，生於廣州，广东潮州人，中华人民共和国企业家、政治人物，中国侨联第十一届副主席，澳门归侨总会永远会长，澳门地区中国和平统一促进会会长，澳门创世企业集团有限公司董事长，第十四届全国人民代表大会澳门地区代表，澳区全国人大代表团团长。

## 生平
1999年起担任全国人大代表。2018年2月24日，当选为第十三届全国人大代表。